# Absturz einer Boeing 707 der TAMPA Colombia in Medellín
Der Absturz einer Boeing 707-373C ereignete sich am 14. Dezember 1983, als eine Frachtmaschine der Fluggesellschaft TAMPA Colombia kurz nach dem Start vom Flughafen Medellín auf einen Fabrikkomplex stürzte. Die drei Insassen der Maschine und 22 Menschen am Boden kamen ums Leben. Dem Unfall war wenige Stunden zuvor ein Triebwerksschaden vorausgegangen, weswegen die defekte Maschine zur Reparatur nach Miami ausgeflogen werden sollte. 

## Flugzeug
Bei der verunfallten Maschine handelte es sich um eine Boeing 707-373C der TAMPA Colombia mit der Modellseriennummer 18707. Es handelte sich um die 349. Maschine der Boeing-707-Baureihe aus fortlaufender Produktion. Die Maschine wurde am 26. Juni 1963 erstmals an World Airways ausgeliefert, wurde dann ab dem 28. Februar 1971 von der Britannia Airways und ab dem 11. Juni 1973 von der British Caledonian Airways betrieben. Diese verleaste das Flugzeug im Juni 1976 an Singapore Airlines. Zwei Monate später kehrte die Maschine zur Flotte der British Caledonian zurück. Am 28. März 1980 wurde die Maschine auf ihren neuen Besitzer, das Leasingunternehmen International Air Leases (IAL) zugelassen, die sie ab April 1980 an TAMPA Colombia verleaste.

## Unfallhergang
Die Maschine war ursprünglich für einen Frachtflug vom Flughafen Medellín zum Miami International Airport vorgesehen. Beim Start zu diesem Flug am Morgen des 14. Dezember 1983 kam es am Triebwerk Nr. 4 (rechts außen) plötzlich zu einer Beschädigung durch Fremdkörper. Die Piloten kehrten daraufhin umgehend zum Flughafen zurück. Mechaniker der Tampa Colombia nahmen die Maschine in Augenschein und begutachteten den Schaden. Schließlich wurde beschlossen, das Flugzeug für eine Reparatur nach Miami zu überführen. Das Flugzeug wurde entladen und für den Leerflug nach Miami vorbereitet.
Nachmittags, acht Stunden nach dem geplanten Abflug, startete die Maschine erneut mit drei aktiven Triebwerken, das beschädigte Triebwerk befand sich im Leerlauf. Während des Starts versagte auch Triebwerk Nr. 3, das Flugzeug neigte sich, streifte Hochspannungsleitungen und stürzte in einen Bekleidungsfabrikkomplex. Alle drei Besatzungsmitglieder sowie 22 Personen am Boden starben, 15 Personen wurden verletzt.